# Chip Taylor
James Wesley Voight (Yonkers (New York), 21 maart 1940), artiestennaam Chip Taylor, is een Amerikaanse zanger en liedjesschrijver.
Zijn bekendste composities zijn Wild Thing en Angel of the Morning.

## Biografie
Hij is de broer van acteur Jon Voight, en de oom van actrice Angelina Jolie en acteur James Haven.
Hij werd geboren in Yonkers, New York, zijn vader was een professioneel golfer. Taylor was ook van plan om golfer te worden maar een blessure gooit roet in het eten. Hij gaat aan het werk als liedjesschrijver voor pop en rock artiesten.

## Carrière

#### Jaren 60
Taylor schrijft en produceert liedjes vanaf 1959 en brengt af en toe singles uit. Eerst onder de naam Wes Voight, maar platenmaatschappij King Records, waar hij onder Wes Voight and the Town Three zijn eerste singles opneemt, veranderde zijn naam naar Chip Taylor, omdat het makkelijker uit te spreken was voor radio diskjockeys . Dit gebeurt vlak voor hij naar Warner Bros. gaat, waar hij vanaf 1961 singles uitbrengt. Hij schrijft afwisselend alleen of in duo, eerst met Al Gorgoni, later ook met onder andere Billy Vera.
In de loop van de jaren zijn er verschillende bekende artiesten composities van Taylor opnemen, zoals Billy Vera & Judy Clay ("Country Girl City Man"), Janis Joplin ("Try (Just a Little Bit Harder)"), Emmylou Harris ("Son Of A Rotten Gambler"), Cliff Richard ("On My Word"), Jackie DeShannon ("I Can Make It With You"), The Hollies ("I Can't Let Go" & "The Baby") en Willie Nelson ("He Sits at Your Table").
De producer en gitaarvirtuoos Chet Atkins is de eerste die begin jaren 60 wel iets ziet in de liedjes van de jonge Taylor, hij koopt een aantal liedjes van hem. Het eerste liedje dat hij als liedjesschrijver verkoopt (Naar eigen zeggen voor 30 dollar) A little later down the line, wordt een hit voor countryzanger Bobby Bare in 1968. Het bereikt nummer 14 in de Amerikaanse Billboard Hot Country Songs en nummer 7 in de Canadese Hot Country Songs hitlijst.
Met Al Gorgoni vormt hij het duo Just Us, ze brengen samen enkele singles uit en in 1966 het album  I Can't Grow Peaches On A Cherry Tree op het Kapp Label. De gelijknamige single verscheen op het Colpix label, en bereikte de 3e positie op de Billboard Adult Contemporary hitlijst en de 34e positie in de Billboard hot 100. De single werd ook in Engeland, Duitsland en Nederland uitgebracht onder het CBS label, zonder succes.

#### Wild Thing
In 1965 schrijft Chip Taylor Wild Thing, de rauwe energie van het nummer geeft het een seksuele lading waar hij zich later voor schaamt, het is eigenlijk totaal niet het materiaal dat hij normaal schrijft. De band The Wild Ones neemt het op,
de single komt uit in oktober 1965, maar doet vrij weinig.
Een half jaar later neemt de band The Troggs het nummer op, het is deze versie die het nummer zijn bekendheid geeft.
De single wordt een grote hit voor The Troggs, het bereikt de eerste plek in de Billboard Hot 100 op 30 juli 1966. In Nederland bereikt het de 5e plek in de Nederlandse Top 40, en de 5e plek in de Nederlandse Single Top 100, en in België de 15e plek in de Ultratop 50.
In 1967 is het Jimi Hendrix die op het Monterey Pop Festival, twee jaar voor Woodstock, met Wild Thing een van de meest memorabele momenten van de popgeschiedenis maakt, door aan het eind van het nummer zijn gitaar in brand te steken.
Wild Thing is intussen tientallen keren gecoverd, en gebruikt voor veel films en reclames.

#### Angel of the Morning
In 1967 schreef Taylor het nummer Angel of the Morning, het werd een single voor Evie Sands, uitgebracht op het Cameo-Parkway label in juni 1967. Het nummer werd de meest aangevraagde plaat op de radio, er waren binnen twee weken tienduizend exemplaren verkocht, ze ging hard op weg naar een nummer 1-positie in de hitlijsten.
Toen ging Cameo-Parkway failliet. Eind 1967 werd het platenlabel van de beurs gehaald, en opgekocht door Allen Klein, die de naam veranderde in ABKO Records.
In februari 1968 nam Merrilee Rush And The Turnabouts het op en werd het alsnog een hit. Uitgebracht op het Bell Records label, bereikte het de 7e positie in de Billboard Hot 100, en nummer 1 in Canada, Australië en Nieuw-Zeeland.
Ook in Nederland werd het een hit en bereikte het de 4e positie in de Nederlandse Top 40 en nummer 5 in de Single Top 100. Merrilee Rush werd genomineerd voor een Grammy Award voor 'Best Female Pop Vocal Performance' in 1968.
In 1981 nam de Amerikaanse country-popzangeres Juice Newton het nummer op voor haar album Juice.
Het nummer en het album waren een groot succes, Angel of the Morning bereikte de nummer 4-positie in de Billboard Hot 100, nummer 22 in de Billboard Hot Country Songs hitlijst en stond drie weken op 1 in de Billboard Adult Contemporary hitlijst. Het leverde Newton, net als Merrilee Rush in 1968, een Grammy Award nominatie op voor 'Best Female Pop Vocal Performance'. Van de single werden alleen in Amerika al meer dan één miljoen exemplaren verkocht, goed voor platina, en in Canada. In Nederland en België haalde de single niet de hitparades.
Ondertussen zijn er na de eerste versie van Evie Sands tientallen verschillende covers van het nummer uitgebracht, onder andere Olivia Newton-John, Nina Simone, Bonnie Tyler en de Pretenders brachten een coverversie uit.
In 1972 bracht Chip Taylor zijn eigen singleversie uit op het Buddah Records label.
In 2001 ontving Chip Taylor een Gouden Plaat en een certificaat voor 6 miljoen maal airplay op de radio voor de single Angel of the Morning, van auteursrechten organisatie BMI.
Shaggy-Angel (2001)
Het nummer gebruikt de baslijn van " The Joker " van Steve Miller (1973). De koormelodie is van " Angel of the Morning ", oorspronkelijk geschreven en gecomponeerd door Chip Taylor, die al vele malen is opgenomen en een hitsingle is geweest voor verschillende artiesten, waaronder Merrilee Rush.

#### Jaren 70
In de jaren 70 brengt Chip Taylor niet alleen singles uit maar ook een aantal albums. De eerste twee met Al Gorgoni en Trade Martin, Gotta Get Back To Cisco (1971) en Gorgoni, Martin & Taylor (1972) beide op het Buddah-label.
In 1972 brengt Chip Taylor zijn eerste soloalbum Gasoline uit. Het album doet niet veel, net als de twee singles van het album, zijn eigen versie van Angel Of The Morning (1972) en Londonderry Company (1973).
Na Gasoline volgen er tussen 1973 en 1979 nog 5 albums. De belangrijkste is het album Chip Taylor's Last Chance uit 1974, het wordt gezien als Taylors beste werk. Op het album doen The Jordanaires (bekend van hun vele werk met Elvis Presley) de achtergrondzang. De Canadese countryzangeres Anne Murray had een grote hit met het nummer Son Of A Rotten Gambler, een nummer van het album. Het bereikte de nummer 1-positie in de Canadian Adult Contemporary Chart in september 1974.
In 1976 had Taylor zijn enige solohit in Nederland, met de single Same Ol' Story, van het album This Side Of The Big River uit 1975. De single bereikte de 4e positie in de Nederlandse Top 40 op 3 januari 1976. Hij bereikte in de Nederlandse Single Top 100 de 8e positie, ook in de Belgische Ultratop 50 werd het een hit, het nummer bereikte daar de 17e plek.
Eind jaren 70 had hij genoeg van de muziekbusiness, en trok zich terug als artiest. Hij werd professioneel gokker, in die hoedanigheid werd hij derde op het wereldkampioenschap blackjack in Las Vegas. Hij werd later verbannen uit alle casino's in Atlantic City, vanwege het verdenken van het tellen van de kaarten.

#### Jaren 80 tot heden
In de jaren 80 is het rustig rond Taylor, hij duikt nog wel op in 1980 als acteur in de film Melvin and Howard.
In 1993 was hij terug, en ging hij op national Songwriters Tour met onder andere Midge Ure.
In 1996 was hij helemaal terug toen hij het album Hitman uitbracht, het eerste album sinds Saint Sebastian in 1979. Het album bevatte 13 versies van door hem geschreven nummers, en door anderen bekend zijn geworden.
Vanaf toen brengt hij weer met regelmaat albums uit, al dan niet in samenwerking met anderen.
In 2001 ontmoet hij Carrie Rodriguez, een Texaanse violiste, die hij ziet spelen op het South by Southwest festival. Ze gaan samen vaak op tour, en brengen samen een aantal albums uit, op het door Taylor opgerichte platenlabel Train Wreck Records. Het eerste solo-album van Rodriguez Seven Angels on a Bicycle, verschijnt in 2006, tevens op het Train Wreck label. De meeste nummers op het album zijn geschreven door Chip Taylor, en samen doen ze de productie.
Hij maakt ook weer muziek met John Platania, de gitarist die voorheen ook al meespeelde op platen van Taylor in de jaren 70.
John speelt vanaf eind jaren 60 al met Van Morrison, hij is te horen op het album Moondance uit 1969.
Ook neemt Chip Taylor de jonge violiste Kendel Carson onder zijn hoede, ze gaan beiden met hem op tour. Hij produceert het debuutalbum van Carson, Rearview Mirror Tears (2006), en John zijn tweede soloalbum Blues Waltzes and Badland Borders (2007).

## Discografie

### Albums

##### Just us
| Jaar | Album                                 | Label        |
| ---- | ------------------------------------- | ------------ |
| 1966 | I Can't Grow Peaches on a Cherry Tree | Kapp Records |

##### Gorgoni, Martin & Taylor
| Jaar | Album                    | Label  |
| ---- | ------------------------ | ------ |
| 1971 | Gotta Get Back To Cisco  | Buddah |
| 1972 | Gorgoni, Martin & Taylor | Buddah |

##### Chip Taylor&Carrie Rodriguez
| Jaar | Album                        | Label        |
| ---- | ---------------------------- | ------------ |
| 2002 | Let's Leave This Town        | Train Wreck  |
| 2003 | The Trouble With Humans      | Train Wreck  |
| 2004 | Angel of the Morning (EP)    | Train Wreck  |
| 2005 | Red Dog Tracks               | Train Wreck  |
| 2007 | Live from the Ruhr Triennale | Train Wreck  |
| 2010 | The New Bye & Bye            | Traiin Wreck |

##### Chip Taylor, John Platania & Kendel Carson
| Jaar | Album                                                           | Label       |
| ---- | --------------------------------------------------------------- | ----------- |
| 2011 | Rock & Roll Joe: A Tribute To the Unsung Heroes of Rock N' Roll | Train Wreck |

##### Solo
| Jaar | Album                                     | Label                           |
| ---- | ----------------------------------------- | ------------------------------- |
| 1972 | Gasoline                                  | Buddah                          |
| 1973 | Chip Taylor's Last Chance                 | Warner Bros.                    |
| 1974 | Some of Us                                | Warner Bros.                    |
| 1975 | This Side of the Big River                | Warner Bros.                    |
| 1976 | Somebody Shoot Out the Jukebox            | CBS                             |
| 1979 | Saint Sebastian                           | Capitol                         |
| 1996 | Hit Man                                   | Gadfly                          |
| 1997 | Living Room Tapes                         | Gadfly                          |
| 1999 | Seven Days In May... A Love Story         | Train Wreck                     |
| 2000 | London Sessions Bootleg                   | Train Wreck                     |
| 2001 | Black & Blue America                      | Train Wreck                     |
| 2006 | Unglorious Hallelujah                     | Train Wreck                     |
| 2008 | New Songs of Freedom                      | Train Wreck                     |
| 2008 | Songs From a Dutch Tour                   | Train Wreck                     |
| 2009 | Yonkers NY                                | Train Wreck                     |
| 2009 | Live At McCabe's (feat. Jon Voight)       | Train Wreck                     |
| 2011 | Golden Kids Rules                         | Smithsonian Folkways Recordings |
| 2012 | F**k all the Perfect People               | Train Wreck                     |
| 2013 | Block Out The Sirens of This Lonely World | Train Wreck                     |
| 2014 | The Little Prayers Trilogy                | Train Wreck                     |
| 2016 | I'll Cary For You                         | Train Wreck                     |
| 2016 | Little Brothers                           | Train Wreck                     |
| 2017 | A Song I Can Live With                    | Train Wreck                     |
| 2018 | Fix Your Words                            | Train Wreck                     |
| 2018 | Time Waits For No Little Girls            | Train Wreck                     |
| 2019 | Whiskey Salesman 1958                     | Tran Wreck                      |
| 2020 | In Sympathy of a Heartbreak               | Train Wreck                     |
| 2020 | NY to Norway & Back (Feat Goran Grini)    | Train Wreck                     |

Compilations
| Year | Album                                | Label                |
| ---- | ------------------------------------ | -------------------- |
| 2008 | Angels & Gamblers: Best of 1971-1979 | Raven Records        |
| 2010 | James Wesley Days Best of 99-10      | Rootsy / Train Wreck |

### Singles

#### Just Us
| Jaar | Titel                                 | Label        | Album                                 |
| ---- | ------------------------------------- | ------------ | ------------------------------------- |
| 1965 | I Can't Grow Peaches On A Cherry Tree | Minuteman    | I Can't Grow Peaches On A Cherry Tree |
| 1966 | Listen To The Drummer                 | Kapp Records | I Can't Grow Peaches On A Cherry Tree |
| 1966 | Sorry                                 | Kapp Records | I Can't Grow Peaches On A Cherry Tree |
| 1967 | What Are We Gonna Do                  | Kapp Records |                                       |

#### Gorgoni, Martin And Taylor
| Jaar | Titel               | Format | Label  | Album                      |
| ---- | ------------------- | ------ | ------ | -------------------------- |
| 1971 | Sweet Dream Woman   | 7"     | Buddah | Gotta Get Back To Cisco    |
| 1972 | Toly Toly Guyluesha | 7"     | Buddah | Gorgoni, Martin And Taylor |
| 1972 | I Can't Let Go      | 7"     | Buddah | Gorgoni, Martin And Taylor |

#### Chip Taylor & Carrie Rodriguez
| Jaar | Titel               | Format         | Label       | Album                 |
| ---- | ------------------- | -------------- | ----------- | --------------------- |
| 2002 | Sweet Tequila Blues | Cd-Maxi Single | Train Wreck | Let's Leave This Town |
| 2002 | Storybook Children  | Cd-Maxi Single | Train Wreck | Let's Leave This Town |

#### Solo

##### Wes Voight
| Jaar | Titel                                     | Format        | Label   |
| ---- | ----------------------------------------- | ------------- | ------- |
| 1958 | Another Guy's Line (Feat. The Town Three) | Promo Only 7" | De Luxe |
| 1958 | I Want A Lover (Feat. The Town Three)     | 7"            | De Luxe |
| 1959 | I'm Movin' In                             | 7"            | King    |
| 1959 | The Wind And The Cold Black Night         | 7"            | King    |

##### Chip Taylor
| Jaar | Titel                                                               | Format         | Label             | Album                          |
| ---- | ------------------------------------------------------------------- | -------------- | ----------------- | ------------------------------ |
| 1961 | Innocent Eyes / Foolin' Around                                      | 7"             | MGM               |                                |
| 1961 | If You Don't Want Me Now / Sad Songs                                | 7"             | MGM               |                                |
| 1962 | Here I Am / I Love You But I Know                                   | 7"             | Warner Bros.      |                                |
| 1963 | Lucky Star / A Guy Don't Need A Lot O' Time                         | 7"             | Warner Bros.      |                                |
| 1964 | On My Word / Joanie's Blues                                         | 7"             | Mala              |                                |
| 1964 | Susannah (Comin' Home To Lou'siana) / Fly By Night                  | 7"             | Mala              |                                |
| 1966 | I Love You Yvonne / Because I Love You                              | 7              | Chicory Records   |                                |
| 1966 | Just Let It Happen / Young Love                                     | 7              | Bell Records      |                                |
| 1967 | You Should Be From Monterey / I'll Never Be Alone Again             | 7"             | Rainy Day Records |                                |
| 1968 | It's Such A Lonely Time Of Year                                     | 7"             | Columbia          |                                |
| 1969 | It's Such A Lonely Time Of Year                                     | 7"             | Epic              |                                |
| 1972 | Angel of the Morning                                                | 7"             | Buddah            | Gasoline                       |
| 1973 | Londonderry Company                                                 | 7"             | Buddah            | Gasoline                       |
| 1974 | (The Likes Of) Louise                                               | 7"             | Warner Bros.      | Chip Taylor's Last Chance      |
| 1974 | Me As I Am                                                          | 7"             | Warner Bros.      | Some Of Us                     |
| 1975 | Big River                                                           | 7"             | Warner Bros.      | This Side Of The Big River     |
| 1975 | Circle Of Tears                                                     | 7"             | Warner Bros.      | This Side Of The Big River     |
| 1976 | Same Ol' Story                                                      | 7"             | Warner Bros.      | This Side Of The Big River     |
| 1976 | Hello Atlanta (feat. Ghost Train)                                   | 7"             | Colombia          | Somebody Shoot Out The Jukebox |
| 1977 | Nothin' Like You Girl (Feat. Ghost Train)                           | 7"             | Colombia          | Somebody Shoot Out The Jukebox |
| 1979 | Saint Sebastian                                                     | 7"             | Capitol           | Saint Sebastian                |
| 1979 | Mary Ann                                                            | 7"             | Capitol           | Saint Sebastian                |
| 1980 | Stealin' Each Other Blind                                           | 7"             | Capitol           |                                |
| 1997 | Heroes Of This Song                                                 | Cd-Maxi Single | Train Wreck       |                                |
| 2001 | Temptation                                                          |                | Train Wreck       | Feat. P.P. Arnold              |
| 2015 | Sixteen Angels Dancing 'Cross The Moon                              |                | Train Wreck       | Feat. John Prine               |
| 2016 | Who's Gonna Build That Wall                                         |                | Train Wreck       | Feat. Carrie Rodriguez         |
| 2017 | Heroes                                                              |                | Train Wreck       | (David Bowie Cover)            |
| 2018 | A Bread Factory                                                     |                | Train Wreck       | EP                             |
| 2019 | I Like Riding                                                       |                | Train Wreck       | Whiskey Salesman               |
| 2019 | I Love You Today                                                    |                | Train Wreck       | Whiskey Salesman               |
| 2019 | Wish I Could Play One More Time With You                            |                | Train Wreck       |                                |
| 2020 | On The Radio (Music from the Netflix Original Series Sex Education) |                | Train Wreck       |                                |